# Jan Lodewijk Jonxis
Jan Lodewijk Jonxis ou Jean Louis Jonxis, né le 9 avril 1789 à Utrecht et mort le 15 février 1867 dans la même ville, est un peintre, lithographe, graveur et professeur d'art néerlandais. 

## Biographie
Jan Lodewijk Jonxis naît le 9 avril 1789 à Utrecht.
Jan Lodewijk Jonxis est le fils de Pieter Hendrik Jonxis (1757-1843) et de Marie Elisabeth Bullot. Son père est inspecteur des impôts et s'adonne également au dessin et à la gravure ; son frère Pierre Jonxis (1787-1876) combine également une carrière dans la fonction publique avec son travail de peintre et de dessinateur. Jan Lodewijk Jonxis est un élève de L. F. G. van der Puyl. En 1809, il remporte la première médaille d'or de l'école de dessin d'Utrecht. Il peint des scènes de genre et de personnages, des intérieurs et des portraits (miniatures) . En 1828, il fait un voyage d'étude à Paris. Il participe aux expositions Living Masters à Amsterdam, Groningue, Nimègue, Zwolle et Utrecht, entre autres. 
Jan Lodewijk Jonxis est membre de la Genootschap Kunstliefde. En 1821, l'académie municipale de dessin et d'architecture est fondée à Utrecht, où il  exercé les fonctions de maître de dessin et de directeur. Il enseigne à son fils Pieter HL Jonxis, JW Bilders et Joannes van Liefland. Ses œuvres font partie des collections du Centraal Museum et du Rijksmuseum Amsterdam, entre autres.
Jan Lodewijk Jonxis meurt le 15 février 1867 dans sa ville natale.

## Sélection d'œuvres

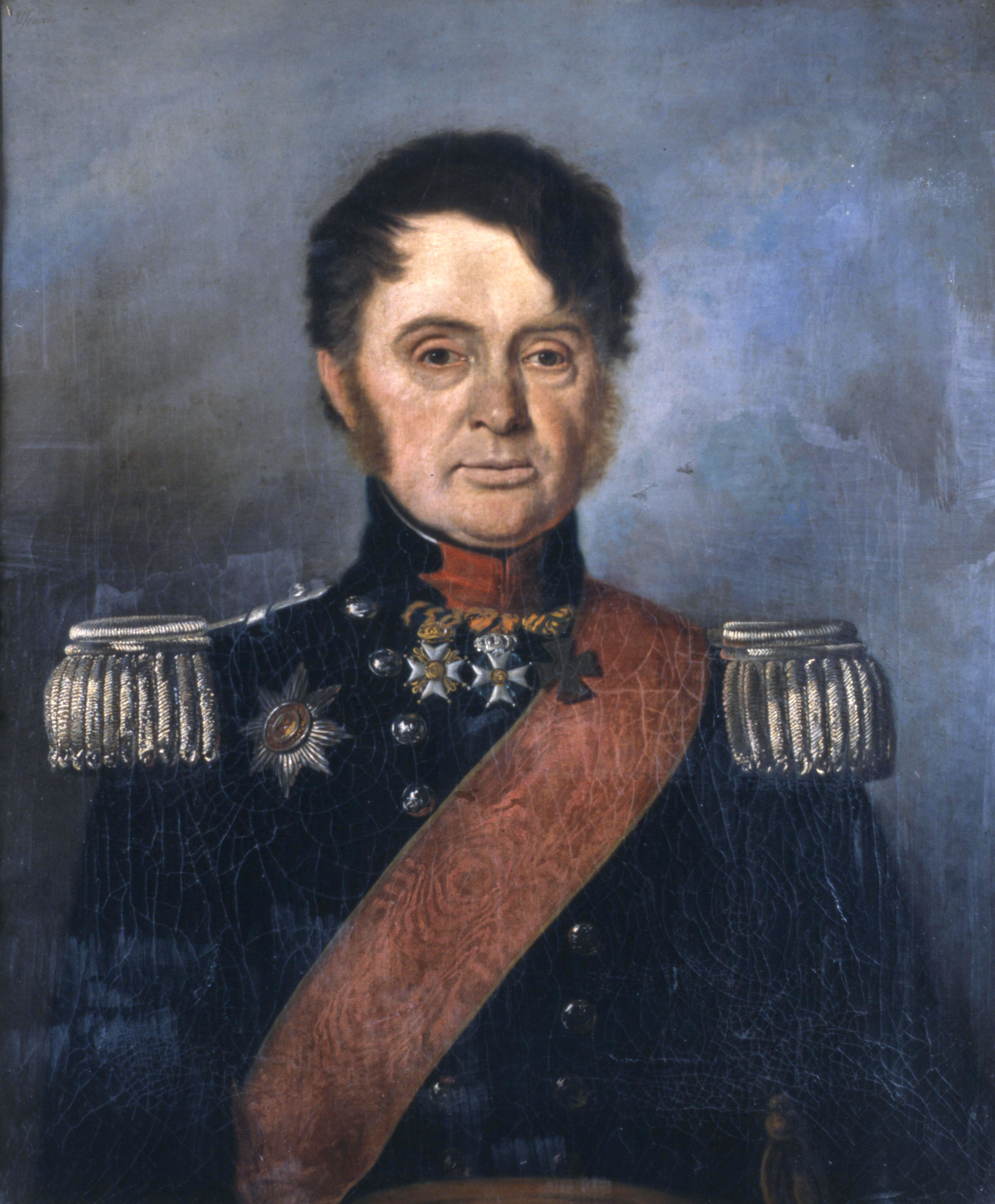
Portrait de Johan Daniël Cornelis Carel Willem d'Ablaing van Giessenburg.
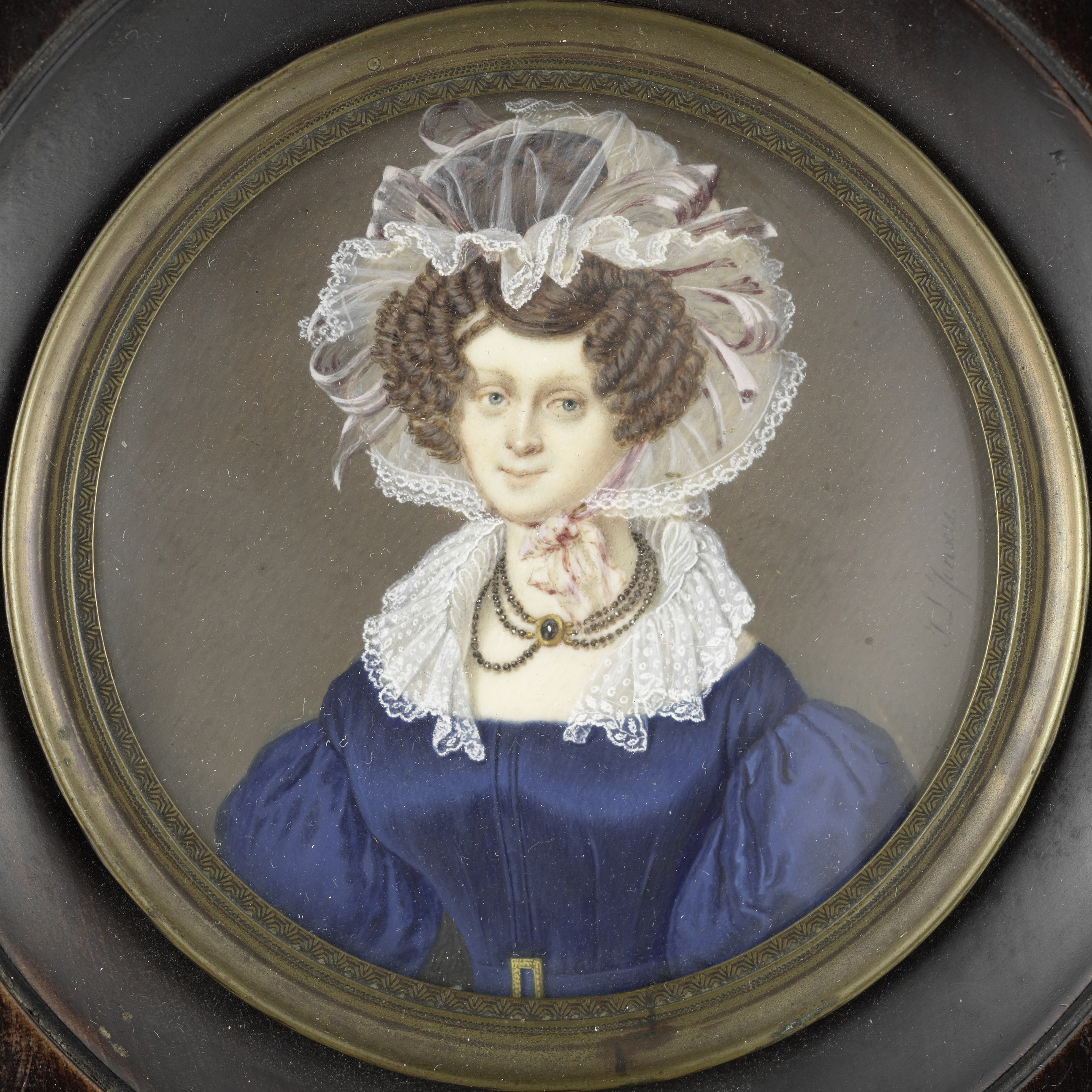
Portrait d'une femme.